# كأس التتويج 1902
كأس التتويج 1902 (بالإسبانية: Copa de la Coronación)‏ تلفظ كأس دي لا كورونيسيون ، بطولة كرة قدم أُقيمت في إسبانيا للأندية بمُناسبة الاحتفال بتتويج ألفونسو الثالث عشر ملكاً لإسبانيا في ذلك العام، حسب موقع rsssf لإحصائيات كرة القدم تدخل تلك البطولة كأول نسخة في بطولة كأس إسبانيا للعبة كرة القدم ، لكن الاتحاد الإسباني لكرة القدم لا يدرج البطولة ضمن بطولات الكأس.
أُقيمت البطولة بمشاركة خمسة أندية هي نادي برشلونة، ونيو فوتبول دي مدريد وبزكايا وريال مدريد ونادي إسبانيول، وحقق بزكايا دي بلباو اللقب بعد فوزة في النهائي على نادي برشلونة بنتيجة 2–1.